# 種族 (ファンタジー)
種族（しゅぞく）は、知性を持つ生物の種が複数存在するファンタジーの世界観における種の分類。
神話や民話などの伝説・伝承上の生物に由来する種族(エルフ、ドワーフ)、黎明期のファンタジー作品や、また指輪物語等に登場する中つ国の種族(ホビットなどの種族)に由来する種族等が、後年のファンタジー作品、特にテーブルトークRPGやコンピュータRPGに登場する。生物にとどまらず、ロボット・アンドロイドや、クローンなどによる作られた人造兵器といった類を種族と見なす世界観も存在する。
多くの場合、知性を持ち社会を形成する生物を種族と呼び、野生動物の類が種族と呼ばれることは稀である。

## ゲーム上の種族
テーブルトークRPGやコンピュータRPGなどのゲームおける種族は、キャラクタークラス（ゲーム内の役割）のひとつとして扱われる場合と、キャラクタークラスとは別の属性として扱われる場合がある。
初めて市場で成功したテーブルトークRPGの『ダンジョンズ&ドラゴンズ』（D&D、1974年）の初期のバージョンでは、キャラクタークラスとしてファイター・クレリック・シーフ・マジックユーザー・エルフ・ドワーフ・ハーフリングの7種のキャラクタークラスが用意されていた。前四者は人間である。エルフはファイターの戦闘能力とマジックユーザーの呪文をどちらも備えるが、やや生命力が弱く、成長が非常に遅い。ドワーフはファイターより生命力が高いがやはり成長が遅い。ハーフリングはファイターに比べると戦闘能力は劣るが、元来のタフさと身体の小ささを生かしたさまざまな行動が可能である。D&Dはヒロイック・ファンタジー等の作品が舞台とする世界をベースに制作されており、種族名は指輪物語等に登場する種族からとったもの(ただし扱いや描写は異なる。)が使われている(ただし版権の都合上ホビットはハーフリングに変更されている)。
『D&D』をコンピュータ上で再現するというコンセプトで制作されたコンピュータRPGの元祖のひとつ『ウィザードリィ』（1981年）は、種族とキャラクタークラスを完全に分離させている。種族の違いは主に身体的・精神的能力に反映され、おおむね『D&D』の傾向を引き継ぐ。人間は全体的に平均的な能力を持ったり、エルフは肉体的に虚弱であるといったものも特徴的である。決して素速くはないドワーフをあえてシーフにするようなことも、プレイヤーが望めば可能である。
種族の違いは、能力の違いだけではなく文化的な背景にもおよぶ。例を上げればドワーフは凝り性で酒豪であるといった文化的背景が用いられることもある。テーブルトークRPGではこのような背景をもとにキャラクターを演じることもある上、人間を中心に描かれる小説やゲームなどに登場する亜人間のキャラは、特にこういったステレオタイプで描かれることもある。例えば各種族でキャラの設定作りが行われることがある。(例 エルフは人里から離れた場所に住み、ドワーフは力が強く、採掘をするといった設定)

## 註
1. ↑  例えば、ファンタシースターオンラインに登場する3つの種族にはアンドロイドも含まれる。後のファンタシースターシリーズではキャストの名称として人間や機械をモデルとした種族に変更される。